# Jean VI de Bourgogne
Pour les articles homonymes, voir Jean VI et Jean de Bourgogne.
Jean de Bourgogne (Dijon, entre 1404/1410 - Malines, 14 avril 1479 ou 27 avril 1480), est un prélat français du XVe siècle, évêque de Cambrai de 1439 à 1479 et archevêque de Trèves en 1446. 

## Vie
Il est le fils bâtard du duc de Bourgogne Jean sans Peur et d'Agnès de Croÿ, fille de Jean Ier de la famille des Croÿ de Chimay. Son demi-frère le nomme prévôt de Saint-Donat à Bruges en 1437.
Jean de Bourgogne est évêque de Cambrai de 1439 à 1479. Il reçoit en plus l'archidiocèse de Trèves en 1446 après l'excommunication du prédécesseur par Eugène IV, et devient ainsi prince-électeur du Saint-Empire. 
Jean de Bourgogne a lui-même de nombreux bâtards. Il fait notamment célébrer à Cambrai une messe servie par ses 36 fils et petits-fils illégitimes.

## Horst
Il fut parmi les nombreux propriétaires du château de Horst dans le duché de Brabant.